# Fontanars dels Alforins
Fontanars dels Alforins (en valencien, nom officiel,) ou Fontanares (en castillan) est une commune de la province de Valence, dans la Communauté valencienne, en Espagne. Elle est située dans la comarque de la Vall d'Albaida et dans la zone à prédominance linguistique valencienne. Sa population s'élevait à 1 003 habitants en 2013.

## Géographie

Localisation de Fontanars dels Alforins
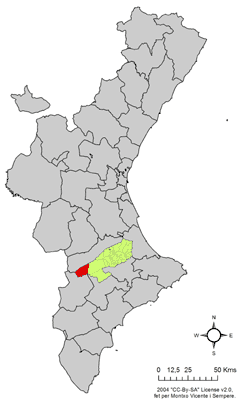
dans la Communauté valencienne.
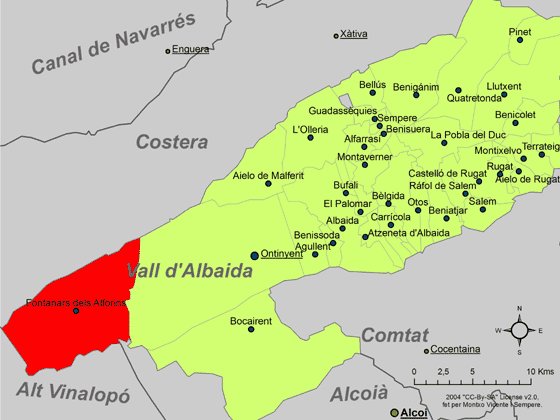
dans la comarque de la Vall d'Albaida.

### Sources
- (es) Varaciones de los municipios de España desde 1842, Ministerio de administraciones públicas, octobre 2008, 364 p. (lire en ligne) [PDF]